# Epplehaus

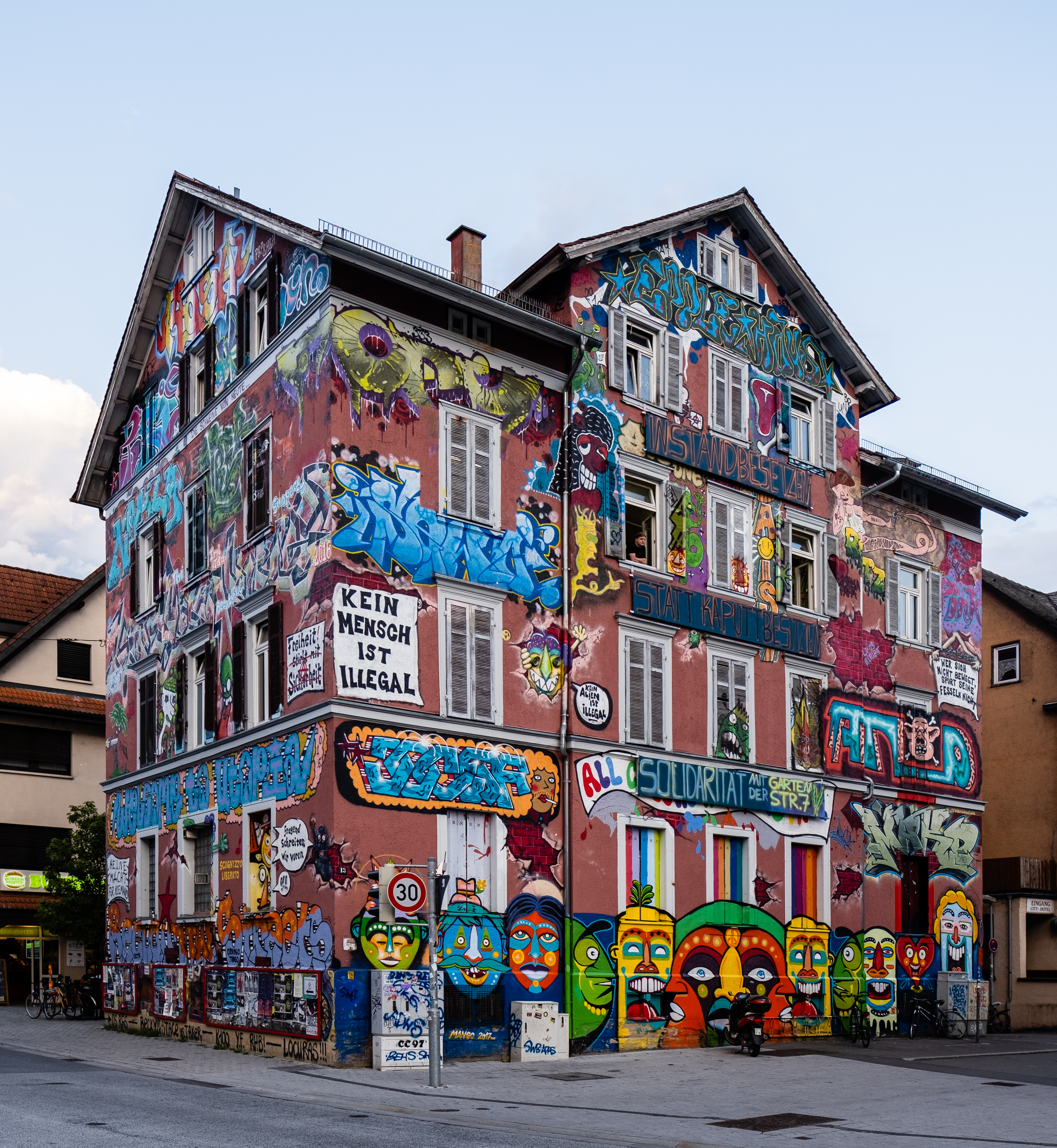
Epplehaus in Tübingen 2019

Das Epplehaus ist ein selbstverwaltetes Jugendhaus in der Karlstraße in Tübingen. Das Jugendzentrum wurde in Gedenken an den am 1. März 1972 bei einer Verfolgungsjagd von der Polizei erschossenen 17-jährigen Richard Epple benannt.

## Geschichte
Im April 1972 brannte der Tübinger Jugendclub Schwabenhaus aus ungeklärten Umständen nieder. Als Forderungen nach Aufklärung der Brandursache und Renovierung des Schwabenhauses nicht erfüllt wurden, besetzten Jugendliche im Juni 1972 nach einem Konzert von Ton Steine Scherben ein leerstehendes Bankgebäude in der Karlstraße. Im Juli 1972 erwarb die Stadt Tübingen das Gebäude von der Kreissparkasse Tübingen und stellte es für die Jugendarbeit zur Verfügung. Zunächst wurde das Zentrum durch das Stadtjugendreferat Tübingen verwaltet. 1978 erfolgte die Gründung des Trägervereins Jugendzentrum Epplehaus e.V. Nachdem der Verein längere Zeit durch Sozialpädagogen unterstützt wurde, wird das Jugendzentrum seit 2004 von etwa 30 Jugendlichen und jungen Erwachsenen ehrenamtlich selbst verwaltet. Das Frauencafé zog ins Frauenprojektehaus. Auf einer Etage betreibt die Stadt das Jugendmediencafé und das Jugendkulturbüro.
Vor allem durch die Konzerte im Gewölbekeller wurde das Epplehaus zu einer über die Region hinaus bekannten Institution. Von Rock über Punk, Metal, Reggae oder Hardcore waren alle Genres und viele berühmte Bands in der Geschichte des Hauses vertreten.

## Gegenwart
Arbeitsschwerpunkt des Epplehauses ist die Förderung der Jugendkulturarbeit. Das Jugendzentrum bietet besonders im Bereich Musik ein großes Angebot. Jungen DJs steht eine reichhaltige Ausstattung von Mischpulten, Mikrophonen und Musikequipment zur Verfügung, sie erhalten die Chance auf kleine Auftritte und lernen, diese im Vorfeld selbst zu vermarkten und zu bewerben. Im Tonstudio des hauseigenen Musikprojekts „bits&bytes to music“ werden die Grundlagen der Musikproduktion am Computer eingeübt. Im Saal des Hauses finden regelmäßig vor allem Livekonzerte aus den Bereichen Metal (Metalnight), Hardcore/Punk, Independent und Alternative Rock statt; von Underground bis Top Bands wird ein breites Spektrum präsentiert. Diverse elektronische DJ-Musikveranstaltungen gehören ebenfalls zum Angebot des Hauses.